# IRCnet
IRCnet è una rete di server IRC prevalentemente utilizzata in Europa, Asia e America.
IRCnet, come rete e servizio IRC mondiale, ha avuto un ruolo importante nell'evoluzione di Internet in Italia, essendone stata una delle reti di chat più popolari e contribuendo allo scambio di informazioni tecniche, oltre che per il ruolo sociale della stessa.
Attualmente, l'unico server italiano che garantisce l'accesso sia in IPv4 che in IPv6 in Italia è spadhausen.irc.it della società Spadhausen SRL Unipersonale e dal 2025, con l'ultimo aggiornamento, qualsiasi utente ha la possibilità di connettersi ad esso anche tramite il metodo di autenticazione SASL.
Tra i grandi provider italiani, Tiscali è stato l'ultimo a fornire accesso a questa rete dopo che, dagli inizi del gennaio 2011, Telecom Italia spense i suoi storici server.

## Accesso alle reti IRCnet
Attualmente, è possibile accedere alla rete IRCnet con una connessione italiana grazie ai seguenti server:
- spadhausen.irc.it (IPv4/6+SASL)
- irc6.tophost.it (Solo IPv6)

È possibile connettersi anche attraverso altri server, denominati "open", che comunque permettono la connessione da IP italiani:
- irc.spadhausen.com (Italia)
- irc.atw-inter.net (Ungheria)
- openirc.snt.utwente.nl (Olanda)
- ircnet.hostsailor.com (Romania)
- irc.nlnog.net (Olanda)
- irc.swepipe.net (Svezia)
- tngnet.ircnet.io (USA)
- irc.psychz.net (USA)
- tempest.ircnet.io (USA)
- irc.us.ircnet.net (USA).

## Caratteristiche e novità
Nonostante per anni non abbia mai avuto servizi di registrazione riguardo nickname e vhost (che l'ha contraddistinta dagli altri network), la rete ha sempre avuto un ruolo importante nella community IRC mondiale.
Solo da fine 2024, è stata introdotto su alcuni nuovi server la possibilità di connettersi con il metodo di autenticazione SASL che permette all'utente di mascherare il proprio indirizzo IP e non essere soggetto ad attacchi DDoS. Il servizio è in continuo sviluppo e non esclude altre novità nei prossimi aggiornamenti, senza snaturare la vera essenza che caratterizza IRCnet in tutti questi anni.
Lista dei server che permettono l'accesso con autenticazione SASL e accessibili a tutti:
- spadhausen.irc.it (Italia)
- dev.ircnet.ne.jp (Giappone)
- dev.ircnet.ca (Canada)

## Server italiani dismessi
La storia italiana di IRCnet passa anche attraverso i suoi storici server e gli IRCop che li gestivano.
Questo è un elenco dei server, non più attivi, che hanno contribuito alla diffusione della rete IRCnet in Italia.
- irc1.tin.it (Roma) - TelecomItalia Network - Admin sap (Antonio Saponaro)
- irc2.tin.it (Roma) - TelecomItalia Network - Admin sap (Antonio Saponaro)
- irc3.tin.it (Roma) - TelecomItalia Network - Admin sap (Antonio Saponaro)
- irc1.tiscali.it (Milano) - Tiscali S.p.A. (Italy) - Admin Francesco (Francesco Messineo)
- javairc.tiscali.it (Milano) - Tiscali S.p.A. (Italy) - Admin Francesco (Francesco Messineo)
- omniway.irc.it (San Marino) - OmniWay - Admin AlterEgo (Gian Paolo Renello)
- irc.omniway.sm (San Marino) - OmniWay - Admin AlterEgo (Gian Paolo Renello)
- irc6.edisontel.it (Milano) - Edisontel - Admin cleX (Emiliano Valente), sLASh (Max Gargani)
- irc.edisontel.it (Milano) - Edisontel - Admin cleX (Emiliano Valente), sLASh (Max Gargani),Loonan
- irc.excite.it (Cagliari) - Excite - Admin ferdy (Giuseppe Miceli)
- irc.flashnet.it (Roma) - Flashnet - Admin Alex65
- irc.eutelia.it (Arezzo) - Eutelia - Admin cleX (Emiliano Valente)
- irc.sienanet.it (Siena) - SienaNet - Admin SkyLink (Alessandro Gragnani)
- irc.ccii.unipi.it (Pisa) - Università di Pisa - Admin Francesco (Francesco Messineo)
- irc.inwind.it (Roma) - Wind - Admin Plutonio (Francesco Romeo), FabrY (Fabrizio Cuseo), smoothOP (Andrea Grillini)
- irc6.ngnet.it (Roma) - Ngnet TelecomItalia Lab - Admin XuNiL (Luca Cardone)
- irc.fun.uni.net (Roma) - Fun UniNet Roma -  Admin corVONero (Antonino Cappelleri), Presi (Raffaele Pisapia)
- Irc.stud.unipg.it (Perugia) - Università di Perugia - Admin Evox (Cirone Simone), Uoff (Matteo Lobbiani)